# Once Upon a Witch's Death
«Once Upon a Witch's Death» (яп. ある魔女が死ぬまで, Aru Majo ga Shinu Made, До самої смерті однієї відьми) — серія ранобе, написана Сакою та ілюстрована Чорефуджі. Спочатку вона публікувалася як веб-новела на Kakuyomu з жовтня 2019 року по серпень 2022 року. Пізніше її придбало ASCII Media Works, яке почало публікувати її під своїм імпринтом ранобе Dengeki no Shin Bungei в грудні 2021 року. Манґа-адаптація, ілюстрована Кену Амеараре, почала серіалізацію на вебсайті манґи Dengeki Comic Regulus від ASCII Media Works у березні 2023 року. Адаптація у вигляді аніме-телесеріалу, створена EMT Squared, транслювалася з квітні по червень 2025 року.

## Персонажі
Мег Разбері (яп. メグ・ラズベリー, Megu Razuberī)
Сейю: Йошіно Аояма
Фауст (яп. ファウスト, Fausuto)
Сейю: Йошіко Сакакібара
Карбункул (яп. カーバンクル, Kābankuru)
Сейю: Міхару Ханаі
Снігова Сова (яп. シロフクロウ, Shirofukurō)
Сейю: Айна Сузукі
Файн Кевендіш (яп. フィーネ・キャベンディッシュ, Fīne Kyabendisshu)
Сейю: Румі Окубо
Софі Гейтер (яп. ソフィ・ヘイター, Sofi Heitā)
Сейю: Хіна Йомія
Загадкова Дівчина (яп. 謎の少女, Nazo no Shōjo)
Сейю: Ацумі Танезакі
Інорі (яп. 祈)
Сейю: Шізука Іто
Елдора (яп. エルドラ, Erudora)
Сейю: Йоко Хікаса

## Медіа

### Ранобе
Написана Сакою, «Once Upon a Witch's Death» публікувалася як веброман на вебсайті Kakuyomu з 3 жовтня 2019 року по 26 серпня 2022 року. Пізніше її придбало ASCII Media Works, яке почало публікувати її як ранобе з ілюстраціями Чорефуджі під своїм імпринтом Dengeki no Shin Bungei 17 грудня 2021 року. Станом на березень 2025 року вийшло три томи. Англійською мовою ранобе ліцензоване Yen Press.
| № | Назва | Дата виходу     | ISBN                   |
| - | --- | --------------- | ---------------------- |
| 1 | The Tale of the One Thousand Tears of Joy Owari no Kotoba to Hajimari no Namida (終わりの言葉と始まりの涙) | 17 грудня 2021  | ISBN 978-4-04-914054-5 |
| 2 | Aoki Umi ni Shukufuku no Kane wa Narihibiku (蒼き海に祝福の鐘は鳴り響く)                                   | 17 липня 2024   | ISBN 978-4-04-915566-2 |
| 3 | Hate Shinai Monogatari no Maku ga Agaru (はてしない物語の幕が上がる)                                       | 17 березня 2025 | ISBN 978-4-04-915567-9 |

### Манґа
Манґа-адаптація, ілюстрована Кену Амеараре, почала серіалізацію на вебсайті манґи Dengeki Comic Regulus від ASCII Media Works 10 березня 2023 року. Станом на квітень 2025 року розділи манґи були зібрані в чотири томи танкобон. Манґа-адаптація публікується в цифровому форматі англійською мовою на вебсайті BookWalker від Kadokawa.
| № | Дата виходу     | ISBN                   |
| - | --------------- | ---------------------- |
| 1 | 27 липня 2023   | ISBN 978-4-04-915154-1 |
| 2 | 26 липня 2024   | ISBN 978-4-04-915822-9 |
| 3 | 27 вересня 2024 | ISBN 978-4-04-915932-5 |
| 4 | 10 квітня 2025  | ISBN 978-4-04-916367-4 |

### Аніме
Аніме-телесеріал адаптація була анонсована 28 червня 2024 року. Його виробництвом займається EMT Squared, режисером є Ацуші Нігорікава, Кейічіро Очі відповідає за сценарій серіалу, Юкі Шізуку розробляє дизайн персонажів, а Акіюкі Татеяма складає музику. Серіал транслювався з 1 квітня по 17 червня 2025 року на AT-X та інших мережах. Початковою темою є пісня «Drops» у виконанні Мааї Сакамото, а завершальною — «Hana-saku Michi de» (яп. 花咲く道で, На дорозі, де розквітають квіти) у виконанні Аой Тешіми, музику до якої написала Юкі Каджіура. Crunchyroll здійснює потокове передавання серіалу.

#### Список серій
| № серії | Назва серії | Режисер(и)       | Сценарист(и)  | Режисер(и) анімації             | Оригінальна дата показу |
| --- | --- | ---------------- | ------------- | ------------------------------- | ----------------------- |
| 1 | «Відьма, якій залишився рік життя» Транслітерація: «Yomei Ichi-nen no Majo» (яп. 余命一年の魔女)                                                                     | Ацуші Нігорікава | Кейічіро Очі  | Ацуші Нігорікава                | 1 квітня 2025           |
| Відьмі-учениці Мег Разбері виповнюється 17 років, і її наставниця, пані Фауст із Семи Мудреців, прямо повідомляє їй, що Мег помре через рік від прокляття Смертного Вироку. Після того, як їй виповниться 18, заклинання збільшить швидкість її старіння, що призведе до її смерті від старості протягом кількох тижнів. Єдині ліки — зібрати сльози радості 1000 людей у спеціальну пляшку, яку можна використати для створення Насіння Життя та дарування Мег безсмертя. Мег іде сумувати до річки й зустрічає Анну, маленьку дівчинку, чия мати Айріс нещодавно померла, і пропонує допомогти знайти улюблені рожеві квіти Айріс, щоб покласти їх на могилу. Батько Анни, доктор Генді, не впевнений, який саме вид квітки потрібен. Він показує Мег фотографії з часів, коли він та Айріс відвідували Далекий Схід, і влітку з неба падав рожевий сніг. Мег розуміє, що снігом були квіти сакури Йошіно, тому вона використовує магію, щоб створити тимчасову ілюзію вишневих дерев. Пляшка автоматично збирає дві сльози від Генді та Анни. Мег обіцяє Анні, що одного дня стане навіть величнішою відьмою, ніж Фауст. Вона повертається до Фауст, сповнена рішучості зібрати 1000 сліз і перемогти своє прокляття. | |                  |               |                                 |                         |
| 2 | «Учениця відьми та жителі Лапісу» Транслітерація: «Minarai Majo to Rapisu no Hitobito» (яп. 見習い魔女とラピスの人々)                                                | Наоя Муракава    | Кейічіро Очі  | Ацуші Нігорікава                | 8 квітня 2025           |
| Мег розуміє, що для того, аби зібрати 1000 сліз за один рік, вона повинна збирати щонайменше три щодня, до того ж сльози Анни та Генді не можна використовувати, оскільки вони є сумішшю радості та смутку. Її подруга Файн приходить з надією, що Фауст зможе відремонтувати її наручний годинник. Фауст діагностує, що фея, яка живить годинник, ослабла, і відправляє її до Зепето, годинникаря. Мег пропонує Файн купити сучасний годинник, але Файн відмовляється, оскільки він належав її покійному дідусеві. Зепето повідомляє їм, що фея померла. Мег звільняє дух феї назад у космос, щоб вона могла переродитися в інший корисний предмет. Мег відвідує літню бабусю Флер і бачить, що її оточує чорний туман, знак Жнеця. Мег хоче врятувати її, але Фауст нагадує їй, що врятувати себе від прокляття та врятувати когось від старості — це дві зовсім різні речі, і що відьми не повинні втручатися в долю. Мег вперто відвідує Флер, сподіваючись врятувати її, але не досягає жодного прогресу. Зрештою, Мег приймає, що деякі долі неможливо змінити, тому вона розшукує сина Флер, Еда, який часто забуває провідувати через роботу, і нагадує йому відвідати Флер з дружиною та маленькою донькою Лілі. Флер проводить день зі своєю родиною, а потім тихо помирає. Фауст пишається тим, що Мег зробила останні миті Флер щасливими. Пляшка Мег збирає останню сльозу радості Флер.                                                                           | |                  |               |                                 |                         |
| 3 | «Мудрість приходить зі Сходу» Транслітерація: «Azuma Yori, Eichi no Raihō» (яп. 東より、英知の来訪)                                                                  | Маезоно Фуміо    | Кейічіро Очі  | Хакайя Сікіка                   | 15 квітня 2025          |
| Фауст вирушає до Північної Америки, і Мег несподівано відвідує Інорі, Мудрець Мудрості, яка пояснює, що Фауст розслідує шкоду, завдану довкіллю, тому Інорі погодилася наглядати за Мег. Інорі пояснює, що люди завдають шкоди довкіллю і хочуть, щоб відьми якось виправили це за допомогою магії, хоча шкода може бути вже незворотною. Вирішивши, що Мег їй подобається, Інорі просить її стати її помічницею після закінчення навчання у Фауст, щоб вони могли створювати нові ліки. Мег вагається і розповідає про своє прокляття та про те, що труднощі зі збором сліз залишили її невпевненою у тому, як продовжувати. Просто сказавши це вголос, Мег усвідомлює, що вона подумки готувалася до смерті, а не до виживання. Інорі тимчасово затемнює місяць, дозволяючи Мег побачити поблизу метеорний дощ. Мег розуміє, що потенціал всесвіту та самої магії безмежний, і вирішує, що хоче жити. Фауст повертається і знаходить кумедним, що Мег та Інорі вже поводяться як сестри. Через кілька тижнів настає Фестиваль Потойбіччя, і Фауст обрано відкрити портал до Потойбічного Світу, щоб відвідувачі могли взаємодіяти з потойбічними істотами. На жаль, Фауст травмує спину, але не може пропустити фестиваль, оскільки відкриття порталу щороку поглинає дику магію, спричиняючи проблеми довкіллю. Щоб забезпечити відкриття порталу, Фауст викликає Мудреця Софі Гейтер, якій Мег заздрить, оскільки та вже стала Мудрецем, хоча вона такого ж віку, як і Мег. | |                  |               |                                 |                         |
| 4 | «Благословення з відкриттям брами» Транслітерація: «Shukufuku wa Kaimon to Tomoni» (яп. 祝福は開門と共に)                                                            | Юкі Цунохара     | Такаші Аошіма | Даікі Маезава                   | 22 квітня 2025          |
| Фауст сподівається, що Мег навчиться у Софі. Мег помічає, що Софі не любить власні червоні очі. Софі дивується, що Мег не обрала собі псевдонім, і розуміє, що містяни називають її лише Ученицею Фауста, бо Мег нічим не заслужила визнання. Софі питає, навіщо Мег вивчати магію без чіткої мети, здаючись задоволеною залишатися анонімною ученицею Фауста. Софі несподівано зізнається, що її мета — знищення магії. Мег не розуміє, поки Фауст не пояснює, що Софі народилася в країні, де її магія та червоні очі вважалися справою диявола. У 5 років її забрали від батьків, тому вона мала мало можливостей спілкуватися з іншими. Через це вона роками використовувала магію, щоб робити інших щасливими, звідки й її псевдонім — Мудрець Благословень. Мег відчуває невпевненість, коли Софі змінює заклинання Фауста, щоб збільшити браму для більшої кількості духів. У день фестивалю Софі активує портал, але через його розмір небезпечний дух намагається проникнути, і Мег кидається захищати містян. Для містян, які не бачили духа, це виглядало як магічне різнобарвне дощове шоу, яке вони захоплено вітають. Софі рада, що всі щасливі, і розуміє, що Мег може бути її першою подругою. | |                  |               |                                 |                         |
| 5 | «Квіти, що розквітають у нічному небі фестивалю» Транслітерація: «Saiten no Yozora ni Hana wa Saku» (яп. 祭典の夜空に花は咲く)                                       | Мікан            | Такаші Аошіма | Ацуші Нігорікава                | 29 квітня 2025          |
| Фауст доручає Мег та Софі організувати парад в останній день фестивалю. Вони зустрічають жінку на ім'я Марі, яка сподівається зустріти доброго чоловіка на ім'я Вуф у капюшоні, якого вона зустріла на минулорічному фестивалі, щоб разом подивитися феєрверк. Мег згадує, що феєрверк скасували, тому вирішує знайти Вуфа. Випадково вона знаходить його з першої спроби і дізнається, що він вовкулака з іншого боку порталу. Переконавши його, що Марі не злякається, дізнавшись, що він вовкулака, він погоджується зустрітися з нею. Мег придумує, як зробити феєрверк за допомогою магії. Софі здогадується, що Мег потрібні сльози радості, тому Мег зізнається, що її проклято. Софі звинувачує магію, але Мег залишається вдячною за те, що магія дозволяє їй допомагати людям. Вуф йде зустрічатися з Марі, а Мег влаштовує феєрверк. Після закінчення фестивалю духи повертаються додому, і портал закривається. Наступного дня вони дізнаються, що Вуф не повернувся додому, оскільки вони з Марі вирішили одружитися. Щоб Вуф міг залишитися назавжди, Софі накладає заклинання, перетворюючи його на фамільяра Марі. До пляшки Мег додаються ще дві сльози, і їхня загальна кількість досягає шести. Софі йде, стверджуючи, що все ще не любить магію, але має намір використовувати її, щоб запобігти смерті Мег. | |                  |               |                                 |                         |
| 6 | «Вечірнє небо без магії» Транслітерація: «Mahō no nai Yūgurenosora wa» (яп. 魔法のない夕暮れの空は)                                                                  | Маезоно Фуміо    | Кейічіро Очі  | Кенічі Хамасакі, Такаакі Ішіяма | 6 травня 2025           |
| Мег зібрала 40 сліз радості та 10 сліз, що були сумішшю емоцій і тому непридатні. Вона стверджує, що тепер може визначити, хто найімовірніше заплаче від радості. Фауст розчарована та забороняє Мег використовувати магію. Мег зізнається Файн, що націлювалася на жінок, дітей та офісних працівників, оскільки вони найімовірніше плачуть, коли їм виявляють доброту. Файн засмучена тим, що Мег перестала цінувати кожну окрему сльозу. Мег ходить містом, сумуючи, і помічає, що люди, яких вона не пам'ятає, дякують їй за допомогу. Молода мати зупиняється поговорити з нею, вдячна за допомогу Мег, але Мег не може згадати її ім'я і змушена імпровізувати розмову. Зрештою вона згадує, як ремонтувала годинник, який зламала дитина цієї жінки, — подарунок від покійної матері її чоловіка. Мег розуміє, що поводилася жахливо, маніпулюючи людьми, щоб отримати сльози, і при цьому переконувала себе, що допомагає їм. Усвідомивши, що їй потрібно стати кращою, вона допомагає літній жінці піднятися сходами, не вдаючись до магії та не очікуючи сльози у відповідь. Від неї Мег дізнається, що допомогла ст стольким людям, що вони почали називати її Відьмою Лапісу. Фауст пишається нею за те, що вона заслужила справжнє відьомське прізвисько, дане їй усім містом Лапіс на знак подяки та любові. | |                  |               |                                 |                         |
| 7 | «Слова, лихо та церемонія» Транслітерація: «Kotonoha to saiyaku to shikiten to» (яп. 言の葉と災厄と式典と)                                                           | Кохей Кавай      | Такаші Аошіма | Даікі Маезава                   | 13 травня 2025          |
| Коли Мег ходить містом, переконуючи місцевих називати її Відьмою Лапісу, вона зустрічає Софі, яка повідомляє їй про фестиваль, що проводиться кожні 20 років. Софі запрошує Мег, сподіваючись дізнатися більше про її прокляття там. Після прибуття Софі відразу оточують репортери, які кажуть Мег іти вперед без неї. Мег незабаром зустрічає маленьку дівчинку, яка загубила свою служницю, і вони вдвох починають разом насолоджуватися фестивалем. Однак вона стикається з могутньою Відьмою Елдорою — Відьмою Загибелі, яка повідомляє Мег, що якщо вона зніме своє прокляття, щось важливе для неї буде втрачено. Пізніше на презентації Голова Ради, разом із Фауст та Елдорою, представляють Проект Ядра Планети. Проект полягає в тому, щоб Ядро Землі резонувало зі штучним ядром, створеним з магічної руди, щоб запобігти втраті Землею зв'язку з магічним світом. Після презентації виявляється, що маленька дівчинка — це Хлоя, Відьма Слів, і наполовину людина, наполовину дух. Її помічниця — не що інше, як двійник, щоб зберегти справжню особистість Хлої в таємниці. Після закінчення фестивалю Мег розуміє, що вона так і не поговорила з Елдорою про своє прокляття, але з нетерпінням чекає ще одного плідного року. | |                  |               |                                 |                         |
| 8 | «Сім'я, зачарована дияволом» Транслітерація: «Akuma ni Miira reta Kazoku» (яп. 悪魔に魅入られた家族)                                                                 | Шігенорі Аваї    | Кейічіро Очі  | Сатомі Кондо                    | 20 травня 2025          |
| Через Проект Ядра Планети Мег не має часу збирати сльози. Мег помічає магічний шрам на дівчинці на ім'я Мері. Фауст розкриває, що фанатик приніс Мері в жертву дияволу. Незважаючи на співчуття, Фауст забороняє Мег намагатися допомогти, оскільки диявольська магія надто небезпечна. Мег дізнається, що мати Мері, Джилл, має такий же шрам, що підтверджує: фанатик — це батько Мері, Тед. Прокравшись до бібліотеки Фауст, Мег дізнається, що Тед, мабуть, побудував жертовний вівтар, тому вона планує його знищити. Диявольське обличчя раптово з'являється перед нею, а потім зникає; це підтверджує, що диявол Теда знає про її втручання. Мег знаходить секретний підвал Теда, але її б'ють по голові та зв'язують разом з Мері та Джилл. Тед розповідає, що зробив пожертву, бо більше не міг впоратися зі своїм нещасним життям, тому пожертвував своєю родиною, щоб звільнитися від них, і планує використати силу диявола, щоб помститися всім, кого він ненавидить. Мег раптово рятує Фауст, яка виганяє диявола і Теда до Пекла ціною свого лівого великого пальця. Джилл вирішує переїхати і почати нове життя з Мері. Фауст попереджає Мег, що як відьмі їй, можливо, доведеться зіткнутися з більшими небезпеками, ніж дияволи, і робити неможливі вибори, тому життєво важливо, щоб вона завжди намагалася чинити правильно. | |                  |               |                                 |                         |
| 9 | «Старе дерево-гігант спить» Транслітерація: «Furuki Taiju wa Nemuru» (яп. 古き大樹は眠る)                                                                            | Нацумі Хігасіда  | Кейічіро Очі  | Нацумі Хігасіда                 | 27 травня 2025          |
| Мег усвідомлює, що їй залишилося лише 7 місяців. Мер просить її дослідити священний дуб Лапісу, заражений магією. Інорі повідомляє, що подібні дерева створили величезні пустелі, де не ростуть рослини. Єдиний вихід — перетворити заразну магію на вогняну магію, щоб спалити її. Мег ловить дитину в гілках, яка виявляє, що вона є духом дерева. Вона просить прогулятися містом, яке вона захищала 300 років. Мег називає духа Сереною. Серена розповідає, що сумує за Флером, який часто відвідував її дерево. Мег згадує час, коли вона створила ілюзію вишневих квітів. Серена раптово зникає. Мег шукає її, знаючи, що якщо Інорі спалить дерево до того, як звільнить Серену назад у космос, вона ніколи не переродиться в інше дерево. Вона знаходить Серену, мутовану в чудовисько, і дерево божеволіє. Мег кидається рятувати Серену, але дерево ламає їй ногу. Не маючи змоги рухатися, Мег активує вогняне заклинання, за що Серена дякує їй. Інорі та Фауст допомагають Мег одужати, і Інорі показує Мег, що замість вогняного заклинання вона якимось чином перетворила заразну магію на заклинання перевтілення, і дерево Серени миттєво стало вишневим деревом, завдяки чому Мег зайняла місце в магічній історії. Фауст попереджає її, що заклинання можна використовувати для зцілення пошкодженої екосистеми світу, тому їй потрібно підготуватися до цього важкого майбутнього.                                                                          | |                  |               |                                 |                         |
| 10 | «Дзвони благословення дзвенять під шум хвиль (частина 1)» Транслітерація: «Shiosai Totomoni Shukufuku no Kane wa Naru (Zenpen)» (яп. 潮騒と共に祝福の鐘は鳴る(前編)) | Хідекі Тонкацу   | Такаші Аошіма | Морі Такеші                     | 3 червня 2025           |
| Інорі відвозить Мег до Джека, Мудреця Життя, у медичне дослідницьке місто Аквамарин, де зберігається Магічний Дзвін, викований тисячоліття тому відьмою-охоронницею Аквамарину Тефідою. Директор лікарні розповідає, що Фауст принесла Мег до лікарні ще немовлям, яка страждала від магічного забруднення, єдиною, хто вижив після магічної катастрофи. Мег вирішує одного дня дізнатися, звідки вона. Мег зустрічає Мері та Джилл, яка тепер працює у кафе своїх батьків. Її батько непритомніє, але його швидко лікує Джек, а також його донька Коко, яка працює з Джилл. Джек просить Мег допомогти йому в дослідженні видалення магічного забруднення, як вона це зробила з деревом Серени. Мег погоджується, сподіваючись, що допомога людям принесе їй радісні сльози. Коко розповідає, що її мати померла від магічного забруднення. Після огляду Джек робить висновок, що тіло Мег було змінене магічним забрудненням, що дало їй магічні очі та, можливо, також спричинило її прокляття Смертного Вироку. Джек просить Мег спробувати вилікувати хлопчика, який страждає від термінального забруднення, що перетворило його на монстра. Протягом тижня Мег лікує ногу та практикує своє заклинання на забруднених мишах. Мег розуміє, що по всьому місту є символи, вирізані Тефідою, які допомагають дзвону захищати Аквамарин від цунамі. У Софі з'являється підозріле відчуття, що вона бачила ці символи раніше.                                                  | |                  |               |                                 |                         |
| 11 | «Дзвони благословення дзвенять під шум хвиль (частина 1)» Транслітерація: «Shiosai Totomoni Shukufuku no Kane wa Naru (Kōhen)» (яп. 潮騒と共に祝福の鐘は鳴る(後編))  | Таканарі Хіраяма | Такаші Аошіма | Масазукі Амія                   | 10 червня 2025          |
| Мег задається питанням, чи спрацювало заклинання очищення на Серені лише тому, що вони обидві хотіли захистити Лапіс. Це змушує Джека усвідомити, що сучасна магія покладається на заклинання, але в минулому маги використовували емоції, хоча ефекти були ненадійними. Хворий хлопчик, Сьєрра, починає погіршуватися, і Мег наполягає, щоб вони спробували емоції Джека щодо смерті його дружини. Мег, Джек, Інорі та Софі успішно виліковують Сьєрру, хоча в нього виростають котячі вуха як побічний ефект. Хлоя раптом оголошує, що магічна катастрофа спричинила ще одне цунамі. Софі шкодує, що вони не можуть використовувати дзвін Тефіди, оскільки він більше не працює. Інорі наказує евакуювати Аквамарин, але очікує, що місто буде зруйновано разом з більшістю громадян. Голос раптом тягне Мег до дзвіниці, де вона розуміє, чому дзвін більше не може дзвонити. Як відьма тисячолітньої давнини, Тефіда використовувала б емоційну магію, тоді як символи, які вона вирізала, лише спрямовували магію, роблячи її надійнішою. Відчуваючи любов Тефіди до Аквамарину, Мег вкладає всі свої емоції в дзвін, який дзвонить вперше за століття та відхиляє цунамі непроникним бар'єром. | |                  |               |                                 |                         |
| 12 | «Люди, яких я люблю» Транслітерація: «Watashi no Aishita Hito-tachi» (яп. 私の愛した人たち)                                                                          | Ацуші Нігорікава | Кейічіро Очі  | Такаакі Ішіяма                  | 17 червня 2025          |
| Мег якимось чином бачить уві сні катастрофу, яка вбила її матір, хоча на той час вона була немовлям. Елдора відвідує Фауст, яка розповідає, що удочерила Елдору в дитинстві та навчила її бути відьмою. Оскільки штучне ядро майже готове, Фауст попросила Елдору завітати востаннє, оскільки Елдора була обрана для використання ядра, щоб очистити планету, що займе щонайменше 20 років. Мег продовжує бачити уві сні смерть своєї матері та згадує, що Елдора була там. Прокинувшись, вона звинувачує Елдору у спричиненні катастрофи. Елдора зізнається, що знищила країну в помсту за те, що сталося з її справжньою родиною, а Фауст удочерила Мег як одну з небагатьох, хто вижив. Елдора йде, попросивши Мег убити її, якщо вона колись знову зробить таку величезну помилку. Мег вдається з'ясувати, що Елдора знищила Орлов, військову диктатуру, яка переслідувала всіх користувачів магії як загрозу своїй військовій перевазі, ризикуючи третьою світовою війною. Елдора стала відома як Відьма Загибелі, незважаючи на те, що врятувала решту світу від війни. Незважаючи на своє небажання, Фауст дозволяє Мег відвідати Орлов, щоб дізнатися про своє минуле. Рада Магії також просить Мег повідомляти про все, що вона дізнається про інші країни, постраждалі від катастроф. Після емоційних прощань з усіма Мег вирушає, сповнена рішучості розкрити своє минуле та продовжувати збирати сльози радості, куди б вона не йшла.                               | |                  |               |                                 |                         |